# Phyllactis praetexta
Phyllactis praetexta är en havsanemonart som först beskrevs av Couthouy in Dana 1846.  Phyllactis praetexta ingår i släktet Phyllactis och familjen Actiniidae. Inga underarter finns listade i Catalogue of Life.